# Oxygen (Telekommunikationsprojekt)
Das Telekommunikationsprojekt Oxygen verbindet 175 Länder, alle Kontinente der Erde bis auf die Antarktis in einer Art Superinternet. Diese Staaten sind über am Meeresgrund verlaufene Glasfaserkabel miteinander verbunden.
Jedes Segment überträgt dabei mindestens 100 Gigabit/s, stellenweise aber auch über ein Terabit/s. Auf den 36 getrennten Schleifen findet es selbsttätig mehr als 100 alternative Routen zum jeweiligen Ziel und bietet dadurch eine hohe Zuverlässigkeit. 
Auch wegen der hohen Geschwindigkeit macht es als Übertragungsweg für die internationale, nicht aber die militärische Telekommunikation, Satelliten überflüssig. Insbesondere die Telefonie wird heute aufgrund der vielen lichtgebundenen Kommunikationswege und der bei Satelliten hohen Verzögerungszeit selbst auf abgelegenen Inseln nur noch über die transparenten Glasfasern abgewickelt. 
Die Kosten belaufen sich auf 14 Milliarden Dollar.
Das Projekt wurde 2003 abgeschlossen. Seitdem überträgt es riesige Datenmengen und war ein entscheidender Baustein der globalen Kommunikationswirtschaft und somit der Globalisierung.